# Сандра Качіч
Сандра Качіч (англ. Sandra Cacic; нар. 10 вересня 1974) — колишня американська тенісистка.
Найвищу одиночну позицію світового рейтингу — 39 місце досягла 9 травня 1994, парну — 87 місце — 8 лютого 1999 року.
Здобула 1 одиночний та 1 парний титул.
Найвищим досягненням на турнірах Великого шолома було 3 коло в одиночному розряді.
Завершила кар'єру 2006 року.

## Фінали турнірів WTA
| Легенда                 |
| ----------------------- |
| Турніри Великого шолома |
| Tier I                  |
| Tier II                 |
| Tier III                |
| Tier IV & V             |

### Одиночний розряд: 1 (1 перемога)
| Результат | Дата         | Турнір                     | Покриття | Суперниця      | Рахунок       |
| --------- | ------------ | -------------------------- | -------- | -------------- | ------------- |
| Перемога  | 1 січня 1996 | ASB Classic, Нова Зеландія | Тверде   | Барбара Паулюс | 6–3, 1–6, 6–4 |

### Парний розряд: 1 (1 перемога)
| Результат | Дата          | Турнір                           | Покриття | Партнерка  | Суперниці                 | Рахунок                 |
| --------- | ------------- | -------------------------------- | -------- | ---------- | ------------------------- | ----------------------- |
| Перемога  | 6 квітня 1998 | Amelia Island Championships, США | Ґрунт    | Марі П'єрс | Барбара Шетт Патті Шнідер | 7–6(7–5), 4–6, 7–6(7–5) |

## Фінали ITF
| турніри $100,000 |
| турніри $75,000  |
| турніри $50,000  |
| турніри $25,000  |
| турніри $10,000  |

### Одиночний розряд: 12 (8–4)
| Результат | Ранг | Дата             | Турнір                       | Покриття | Суперниця             | Рахунок          |
| Поразка   | 1.   | 26 жовтня 1992   | ITF Маунт-Гамбір, Австралія  | Тверде   | Александра Фусаї      | 4–6, 2–6         |
| Поразка   | 2.   | 10 травня 1993   | ITF Сан-Луїс-Потосі, Мексика | Ґрунт    | Лусіана Телла         | 4–6, 3–6         |
| Перемога  | 3.   | 16 травня 1993   | ITF Леон, Мексика            | Ґрунт    | Лусіана Телла         | 6–4, 5–7, 6–1    |
| Перемога  | 4.   | 23 жовтня 1995   | ITF Лейкленд, США            | Тверде   | Ольга Лугіна          | 7–5, 6–3         |
| Поразка   | 5.   | 20 квітня 1997   | ITF Вічита, США              | Тверде   | Лі Фан                | 2–6, 2–6         |
| Перемога  | 6.   | 27 квітня 1997   | ITF Монтеррей, Мексика       | Ґрунт    | Анджеліка Гавальдон   | 6–3, 6–2         |
| Перемога  | 7.   | 28 вересня 1997  | ITF Ньюпорт-Біч, США         | Тверде   | Саманта Рівз          | 6–4, 4–6, 6–4    |
| Поразка   | 8.   | 23 січня 2000    | ITF Бока-Ратон, США          | Тверде   | Лі На                 | 4–6, 3–6         |
| Перемога  | 9.   | 18 червня 2000   | ITF Маунт-Плезант, США       | Тверде   | Джолен Ватанабе       | 6–2, 6–2         |
| Перемога  | 10.  | 16 липня 2000    | ITF Пічтрі-Сіті, США         | Тверде   | Аліна Жидкова         | 6–0, 4–2 ret.    |
| Перемога  | 11.  | 23 липня 2000    | ITF Мава, США                | Тверде   | Трейсі Алмеда-Сінгіан | 6–2, 6–7(6), 7–5 |
| Перемога  | 12.  | 6 листопада 2000 | ITF Піттсбург, США           | Тверде   | Россана де лос Ріос   | 7–5, 1–6, 6–2    |

### Парний розряд: 12 (4–8)
| Результат | No  | Дата            | Турнір                       | Покриття | Партнерка              | Суперниці                            | Рахунок       |
| Поразка   | 1.  | 25 травня 1992  | ITF Орландо, США             | Ґрунт    | Марія Венто-Кабчі      | Тріша Ло Мішелл Джексон-Нобреґа      | 3–6, 6–2, 4–6 |
| Поразка   | 2.  | 15 червня 1992  | ITF Сент-Саймонс, США        | Ґрунт    | Мішель Джексон-Нобреґа | Алісія Мей Стефані Ріс               | 3–6, 6–7(2)   |
| Перемога  | 3.  | 15 березня 1993 | ITF Сан-Луїс-Потосі, Мексика | Тверде   | Жанетта Гусарова       | Мелані Бернард Керолайн Ділайл       | 6–3, 3–6, 6–3 |
| Поразка   | 4.  | 29 жовтня 1995  | ITF Лейкленд, США            | Тверде   | Трейсі Мортон-Роджерс  | Ева Мартінцова Елена Пампулова       | 6–1, 2–6, 1–6 |
| Поразка   | 5.  | 18 липня 1999   | ITF Мава, США                | Тверде   | Карін Міллер           | Дон Бут Ванесса Вебб                 | 4–6, 3–6      |
| Перемога  | 6.  | 17 січня 2000   | ITF Бока-Ратон, США          | Тверде   | Ліндсей Лі-Вотерс      | Лі Тін Лі На                         | 6–4, 7–5      |
| Поразка   | 7.  | 31 січня 2000   | ITF Клірвотер, США           | Тверде   | Ліндсі Лі-Вотерс       | Чо Юн Чон Ї Цзін-Цянь                | 4–6, 6–7(7)   |
| Перемога  | 8.  | 30 квітня 2000  | ITF Сарасота, США            | Тверде   | Меган Шонессі          | Еві Домінікович Аманда Грем          | 6–4, 6–2      |
| Поразка   | 9.  | 9 липня 2000    | ITF Лос-Гатос, США           | Тверде   | Рената Колбовіч        | Джанет Лі Ванесса Вебб               | 4–6, 1–6      |
| Поразка   | 10. | 6 серпня 2000   | ITF Лексінгтон, США          | Тверде   | Рената Колбовіч        | Джанет Лі (тенісистка) Вінне Пракуся | 2–6, 6–3, 2–6 |
| Поразка   | 11. | 22 жовтня 2000  | ITF Ларго, США               | Тверде   | Дон Бут                | Брі Ріппнер Олена Татаркова          | 2–6, 4–6      |
| Перемога  | 12. | 14 січня 2003   | ITF Бока-Ратон, США          | Тверде   | Соня Джеясілан         | Шенай Перрі Людмила Скавронська      | 7–5, 6–2      |